# Torneo de las Cinco Naciones 1998
El Torneo de las Cinco Naciones de 1998 fue la 104° edición del principal Torneo del hemisferio norte de rugby.
Esta edición del torneo fue ganada por Francia.

## Clasificación
| Lugar | Selección  | Partidos | Partidos | Partidos  | Partidos | Puntos  | Puntos    | Puntos | Tabla de puntos |
| Lugar | Selección  | Jugados  | Ganados  | Empatados | Perdidos | A favor | En contra | dif.   | Tabla de puntos |
| ----- | ---------- | -------- | -------- | --------- | -------- | ------- | --------- | ------ | --------------- |
| 1     | Francia    | 4        | 4        | 0         | 0        | 144     | 49        | +95    | 8               |
| 2     | Inglaterra | 4        | 3        | 0         | 1        | 146     | 87        | +59    | 6               |
| 3     | Gales      | 4        | 2        | 0         | 2        | 75      | 145       | -70    | 4               |
| 4     | Escocia    | 4        | 1        | 0         | 3        | 66      | 120       | -54    | 2               |
| 5     | Irlanda    | 4        | 0        | 0         | 4        | 70      | 100       | -30    | 0               |

## Resultados

### Primera fecha
| 7 de febrero | Irlanda | 16 - 17 | Escocia | Lansdowne Road, Dublín |  |

| 7 de febrero | Francia | 24 - 17 | Inglaterra | Stade de France, París |  |

### Segunda fecha
| 21 de febrero | Inglaterra | 60 - 26 | Gales | Twickenham Stadium, Londres |  |

| 21 de febrero | Escocia | 16 - 51 | Francia | Estadio Murrayfield, Edimburgo |  |

### Tercera fecha
| 7 de marzo | Francia | 18 - 16 | Irlanda | Stade de France, París |  |

| 7 de marzo | Gales | 19 - 13 | Escocia | Wembley Stadium, Londres |  |

### Cuarta fecha
| 21 de marzo | Irlanda | 21 - 30 | Gales | Lansdowne Road, Dublín |  |

| 21 de marzo | Escocia | 20 - 34 | Inglaterra | Estadio Murrayfield, Edimburgo |  |

### Quinta fecha
| 4 de abril | Inglaterra | 35 - 17 | Irlanda | Twickenham Stadium, Londres |  |

| 5 de abril | Gales | 0 - 51 | Francia | Wembley Stadium, Londres |  |

## Premios especiales
- Grand Slam:  Francia
- Triple Corona:  Inglaterra
- Copa Calcuta:  Inglaterra
- Millennium Trophy:  Inglaterra
- Centenary Quaich:  Escocia